# Il chicco di grano
Il chicco di grano (in greco: ὁ κόκκος τοῦ σῑ́του; ho kókkos toû sī́tou) è una delle parabole di Gesù, contenuta nel Vangelo secondo Giovanni.
È stata interpretata come un'allegoria della risurrezione.

## La parabola
In Giovanni 12, 24-26 si legge:

In verità, in verità io vi dico: se il chicco di grano, caduto in terra, non muore, rimane solo; se invece muore, produce molto frutto. Chi ama la propria vita, la perde e chi odia la propria vita in questo mondo, la conserverà per la vita eterna. Se uno mi vuole servire, mi segua, e dove sono io, là sarà anche il mio servitore. Se uno serve me, il Padre lo onorerà.

## Interpretazione
Questa parabola narrata da Gesù ha come argomenti principali la risurrezione e il regno di Dio. Grazie al paragone di Gesù con il chicco di grano, il pubblico contadino che lo ascoltava poteva facilmente comprendere il principio della "risurrezione" prodotto dalla morte del seme nella terra. Gesù utilizzò la metafora del chicco di grano per illustrare l'importanza della morte dell'io per perseguire la salvezza ed entrare nel regno dei Cieli. Egli suggerisce che una persona debba comprendere il significato di morire al mondo, prima di rinascere più puro, virtuoso e forte di prima.
L'immagine del chicco di grano che muore nella terra per poi dare frutto al raccolto è vista come una metafora della morte stessa di Gesù e della sua sepoltura, seguite poi dalla risurrezione che porta frutto nella salvezza dell'uomo.
Il rev. William D. Oldland nel suo sermone "Unless a Grain of Wheat Falls into the Earth and Dies" disse:
Paolo di Tarso scrisse nella Prima lettera ai Corinzi 15, 42: "[Ciò che] è seminato nella corruzione, risorge nell'incorruttibilità".